# Blu elettrico (film)
Blu elettrico  è un film del 1988 scritto e diretto da Elfriede Gaeng, alla sua seconda e ultima regia.
La canzone in lingua francese cantata all'interno del film da 
Claudia Cardinale, è una rivisitazione di un testo di Wolfgang Amadeus Mozart.

## Trama
La vicenda ruota intorno a due bambini di nome Ale e Bibo, figli di due ricchi genitori che non preservano nessuna attenzione ai loro figli, che crescono con gravi carenze affettive. L'incontro con la loro governante sarà fondamentale: essa si rivelerà molto dolce e affettuosa, facendoli immergere in un mondo immaginario.